# Matra (tvrtka)
Matra (Mécanique Aviation Traction) je francuska tvrtka koja pokriva široki spektar proizvodnje, koja se uglavnom odnosi na automobile, bicikle, zrakoplovnu opremu i oružje. Od 1994. je podružnica Lagardère grupe i danas djeluje pod tim imenom.

## Povijest tvrtke
Matra je nastala iz CAPRA-e, male zrakoplovne tvrtke koja je bila u slobodno francuskoj zoni tijekom Drugog svjetskog rata. Poslije rata, Matra je postala glavna snaga u francuskom zrakoplovnom istraživanju, a 1960-ih postalo je jasno da bi njezina tehnologija, kao što je aerodinamika, mogla primijeniti i u automobilizmu. Godine 1965. Matra je preuzela proizvodnju Renaultovih sportskih automobila René Bonnet i bacila se u ambicioznu utrku i program reli automobila.

## Matra u automobilizmu
Equipe Matra